# Xilingolita
La xilingolita és un mineral de la classe dels sulfurs. El seu nom fa referència al lloc on fou descoberta, al districte de Chaobuleng, Xilingola League, Mongòlia interior, República Popular de la Xina, el 1982 per Hong Huidi, Wang Xiangwen, Shi Nicheng i Peng Zhizhong.

## Característiques
La xilingolita és una sulfosal de plom, bismut i sofre. Químicament és un sulfur doble, de fórmula Pb₃Bi₂S₆ i nom hexasulfur de dibismut i triplom, de color gris, i una densitat de 7,07-7,08 g/cm³. Cristal·litza en el sistema monoclínic formant cristalls prismàtics allargats i estriats. La seva duresa a l'escala de Mohs és de 3. És un mineral dimorf de la lil·lianita.
Segons la classificació de Nickel-Strunz, la xilingolita pertany a «02.JB: Sulfosals de l'arquetip PbS, derivats de la galena, amb Pb» juntament amb els següents minerals: diaforita, cosalita, freieslebenita, marrita, cannizzarita, wittita, junoita, neyita, nordströmita, nuffieldita, proudita, weibul·lita, felbertalita, rouxelita, angelaite, cuproneyita, geocronita, jordanita, kirkiita, tsugaruita, pillaita, zinkenita, scainiita, pellouxita, chovanita, aschamalmita, bursaita, eskimoita, fizelyita, gustavita, lil·lianita, ourayita, ramdohrita, roshchinita, schirmerita, treasurita, uchucchacuaita, ustarasita, vikingita, heyrovskýita, andorita IV, gratonita, marrucciïta, vurroïta i arsenquatrandorita.

## Formació i jaciments
La xilingolita es troba en jaciments de ferro de tipus skarn. Sol trobar-se associada a altres minerals com: magnetita, esfalerita, pirrotina, pirita, arsenopirita, calcopirita, digenita, bornita, molibdenita, galena, bismut o bismutinita.

## Varietats
Es coneix una varietat de xilingolita, la xilingolita argèntica, una varietat que conté fins a un 6% d'argent, amb fórmula: Pb3+x(Ag,Cu)Bi2-2x/3S₆.